# Avanton
Avanton is een gemeente in het Franse departement Vienne (regio Nouvelle-Aquitaine) en telt 1771 inwoners (2005). De plaats maakt deel uit van het arrondissement Poitiers.

## Geografie
De oppervlakte van Avanton bedraagt 10,8 km², de bevolkingsdichtheid is 164,0 inwoners per km².

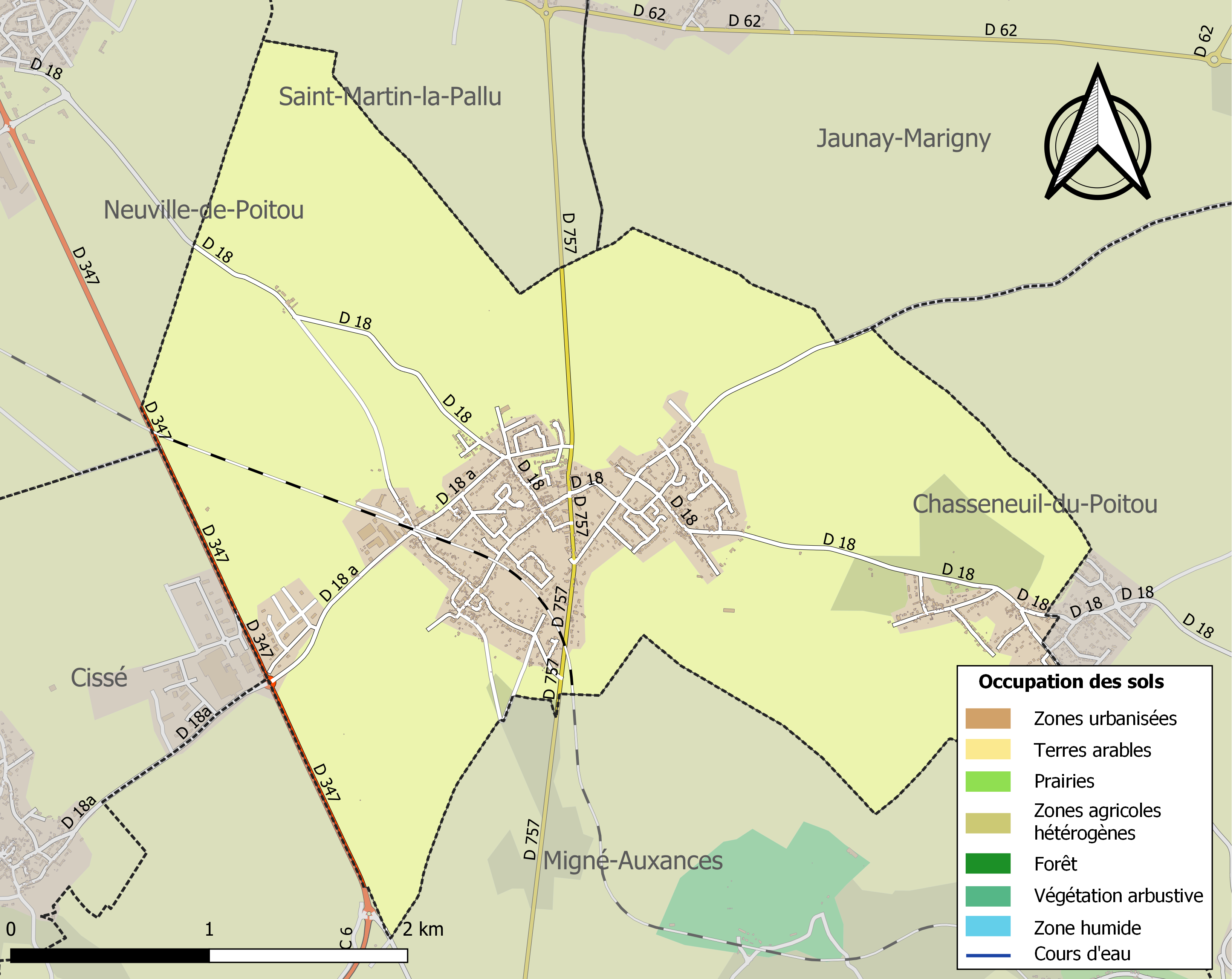
Kaart van de gemeente met de belangrijkste infrastructuur, bodemgebruik en omliggende gemeenten

## Demografie
Onderstaande figuur toont het verloop van het inwonertal (bron: INSEE-tellingen).